# Ким, Роман Ухенович
Роман Ухенович Ким (род. 8 мая 1955, Уштобе, Каратальский район, Алматинская область, Казахская ССР, СССР) — казахский государственный деятель.

## Биография
Родился 8 мая 1955 года в г. Уштобе Алматинской области. Кореец.
В 1978 году окончил Алма-Атинский зооветеринарный институт по специальности «Ветеринарный врач».
В 1996 году окончил Ташкентский институт метрологии и стандартизации.
В 2001 году окончил Академию государственной службы при Президенте Республики Казахстан.
В 2002 году окончил Академию экономики и права по специальности «Юрист».

## Трудовая деятельность
Трудовую деятельность начал в 1979 году в аппарате Министерства заготовок Казахской ССР, начальником отдела Алма-Атинской зональной лаборатории.
1993—1995 годы — заместитель начальника управления, затем начальник управления маркетинга.
1995—1999 годы — первый вице-президент АО «Комбикорм».
1999—2002 годы — аким Каратальского района Алматинской области.
2002—2007 годы — первый вице-президент РОО «Ассоциация корейцев Казахстана».
С 2007 года по настоящее время президент РОО «Ассоциация корейцев Казахстана», член Совета Ассамблеи народа Казахстана.
2005—2008 годы — председатель совета директоров СЮЛ «Федерация развития малого и среднего бизнеса».
2007—2010 годы — председатель совета директоров АО «Caspian Group».

## Выборные должности, депутатство
В 2012 по 2016 годы — депутат V созыва Мажилиса Парламента Республики Казахстан, избранный Ассамблеей народа Казахстана, член Комитета по аграрным вопросам.
С 2016 года по настоящее время — депутат VI созыва Мажилиса Парламента Республики Казахстан, избранный Ассамблеей народа Казахстана, член Комитета по аграрным вопросам.
Член Консультативного комитета по мирному и демократическому объединению Кореи при Президенте Республики Корея.
Член президиума Мирового форума корейских бизнесменов.

## Награды
- Орден «Ел бірлігі» (2023)[1]
- Орден Достык 2 степени (2011)
- Орден «Тонбекчан» (2018)[2][3]
- Медаль «10 лет независимости Республики Казахстан» (2001)
- Медаль «10 лет Конституции Республики Казахстан» (2005)
- Медаль «10 лет Астане» (2008)
- Медаль «20 лет независимости Республики Казахстан» (2011)
- Медаль «20 лет Конституции Республики Казахстан» (2015)
- Медаль «20 лет Ассамблеи народа Казахстана» (2015)
- Отмечен Благодарностью Президента Республики Казахстан.
- Награждён Знаком Президента Республики Корея.
- Почетный гражданин Каратальского района Алматинской области.
- Почетный президент федерации хапкидо Казахстана.